# Kermit Maynard
Kermit Maynard (20 de setembro de 1897 – 16 de janeiro de 1971), foi um ator e dublê estadunidense, que atuou em mais de 300 e foi dublê em cerca de 150 filmes entre 1927 e 1962. Começou no cinema na era muda, dublando vários atores, inclusive seu irmão, Ken Maynard, passando depois a atuar em alguns filmes e seriados, alcançando a era sonora e o meio televisivo, quando passou a atuar em várias séries de televisão. Apesar da extensa filmografia, grande parte de sua atuação foi em pequenos papéis, muitos deles não creditados, porém chegou a protagonizar alguns Westerns B.

## Biografia
Nascido em Vevay, Indiana, filho de William e Emma May Maynard (nascida Stewart), em uma família com cinco filhos, dois meninos, Ken e Kermit, e três meninas, Trixie, Willa e Bessie. Era irmão mais novo do também ator Ken Maynard.
Estudou na Columbus High School. Foi jogador de College Football do Indiana Hoosiers, no início dos anos 1920. Foi também jogador de baseball e basketball, e participou do torneio de basketball contra a UCLA e Southern California em 1920.
Foi casado com Edith Jessen de 23 de fevereiro de 1924 até sua morte, em 16 de janeiro de 1971, e tiveram um filho, William, nascido em 1943.
Faleceu em North Hollywood, Los Angeles, Califórnia, de um Infarto agudo do miocárdio. Foi cremado no Valhalla Memorial Park Cemetery.

## Carreira
Em 1926, com a insistência do seu irmão Ken que já estava estrelando filmes, Kermit se mudou para Hollywood e conseguiu trabalho fazendo pequenos papéis enquanto aperfeiçoava suas habilidades de equitação com sessões de treinos diários em estábulos de Los Angeles. Começou sua carreira como artista de circo, creditado como The World's Champion Trick and Fancy Rider. No final da era do cinema mudo, assinou um contrato com a Rayart Pictures Corporation, onde atuou como protagonista em uma série de filmes B de faroeste, tais como His Fighting Blood (1935) e The Red Blood of Courage (1935), esse último ao lado de Ann Sheridan.
O cavalo de Kermit era o Rocky, que esteve ao seu lado em vários filmes, tais como The Fighting Trooper (1934), Trails of the Wild (1935), Wild Horse Round-Up (1936), Phantom Patrol (1936) e Valley of Terror (1937).
Seu primeiro filme foi o western Prince of the Plains em 1927, creditado como Tex Maynard.
O último filme em que trabalhou como dublê foi Taras Bulba, em 1962. Seu último papel foi em Panacea Sykes, episódio da série de televisão Gunsmoke, em 13 de abril de 1963, onde atuou como um bartender , não-creditado.

## Filmografia parcial
| Cinema    | Cinema                                   | Cinema                          | Cinema                              |
| Ano       | Filme                                    | Papel                           | Notas                               |
| --------- | ---------------------------------------- | ------------------------------- | ----------------------------------- |
| 1930      | The Lone Defender                        | Reverendo Purdy                 | Não-creditado                       |
| 1930      | The Threes Musketeers                    | Legionário                      | Não-creditado                       |
| 1931      | The Lightning Warrior                    |                                 | Capítulos 6 e 8 Não-creditado       |
| 1931      | The Phantom of the West                  | Peter Drake                     |                                     |
| 1933      | The Wolf Dog                             | Dublê                           |                                     |
| 1934      | Mystery Mountain                         | Dublando seu irmão, Ken Maynard |                                     |
| 1938      | The Great Adventures of Wild Bill Hickok | Kit Lawson                      |                                     |
| 1939      | The Night Riders                         | Xerife Chuck Pratt              |                                     |
| 1940      | Winners of the West                      | Homem na cidade                 | Não-creditado                       |
| 1940      | Terry and the Pirates                    | Homem da tribo                  | Não-creditado                       |
| 1940      | North West Mounted Police                | Porter                          | Não-creditado                       |
| 1941      | Billy the Kid                            | Thad Decker                     |                                     |
| 1941      | King of the Texas Rangers                | Ranger Wichita Bates            | Caps. 1-5, 7-11                     |
| 1942      | The Lone Prairie                         | Capanga                         | Não-creditado                       |
| 1942      | The Valley of Vanishing Men              | Barfly                          | Não-creditado                       |
| 1942      | Perils of the Royal Mounted              | Constable Collins               | Não-creditado                       |
| 1943      | Western Cyclone                          | Capanga                         | Não-creditado                       |
| 1943      | Beyond the Last Frontier                 | Capanga                         | Não creditado                       |
| 1943      | The Phantom                              | Drake                           | Não-creditado                       |
| 1943      | Adventures of the Flying Cadets          | Árabe                           | Não-creditado                       |
| 1945      | Jungle Raiders                           | Cragg                           | Não-creditado                       |
| 1946      | Chick Carter, Detective                  | Williams                        | Capítulo 11 Não-creditado           |
| 1946      | Duel in the Sun                          | Barfly                          | Não-creditado                       |
| 1946      | My Darling Clementine                    | Homem na cidade                 | Não-creditado                       |
| 1946      | Badman's Territory                       | Carson                          | Não-creditado                       |
| 1947      | The Vigilante: Fighting Hero of the West | Jones                           | Não-creditado                       |
| 1949      | The Beautiful Blonde from Bashful Bend   | Poker Game Onlooker             | Não-creditado                       |
| 1951      | Fort Dodge Stampede                      |                                 |                                     |
| 1952      | Rancho Notorious                         | Deputado em Gunsight            | Não-creditado                       |
| 1953      | The Charge at Feather River              | Trooper Zebulon Poinsett        | Não-creditado                       |
| 1953      | Calamity Jane                            | Barfly                          | Não-creditado                       |
| 1954      | Gunfighters of the Northwest             | August                          | Capítulos 5-8, 14, 15 Não-creditado |
| 1955      | Wichita                                  | Homem no Saloon                 | Não-creditado                       |
| 1956      | Blazing the Overland Trail               | Al                              |                                     |
| 1956      | Giant                                    |                                 | Não-creditado                       |
| 1958      | The Sheepman                             | Homem na cidade                 | Não-creditado                       |
| 1959      | Good Day for a Hanging                   | Homem na cidade                 | Não-creditado                       |
| 1960      | Toby Tyler                               | Pequeno papel                   | Não-creditado                       |
| 1960      | North to Alaska                          | Condutor de carroça             | Não-creditado                       |
| 1961      | Pocketful of Miracles                    | Editor de jornal                | Não-creditado                       |
| 1962      | Birdman of Alcatraz                      | Capitão da Guarda de Alcatraz   | Não-creditado                       |
| Televisão |                                          |                                 |                                     |
| Ano       | Título                                   | Papel                           | Notas                               |
| 1950      | The Lone Ranger                          | Xerife Gilbert Xerife Sam       | 2 episódios                         |
| 1951      | Saturday Roundup                         | Papéis variados                 | Episódios desconhecidos             |
| 1952      | The Range Rider                          |                                 | Episódio "Jimmy the Kid"            |
| 1953      | Death Valley Days                        |                                 | 1 episódio                          |
| 1956      | The Adventures of Rin Tin Tin            |                                 | 1 episódio                          |
| 1957      | Tales of the Texas Rangers               | Capanga                         | 1 episódio                          |
| 1958      | The Texan                                | Barfly                          | 1 episódio                          |
| 1958      | Sugarfoot                                | Homem na cidade                 | 2 episódios                         |
| 1958      | The Californians                         | Cavaleiro                       | 1 episódio                          |
| 1959      | The Life and Legend of Wyatt Earp        | Fora-da-lei                     | 1 episódio                          |
| 1959      | Hotel de Paree                           | Homem no Saloon                 | 1 episódio                          |
| 1960      | Riverboat                                | Trooper                         | 1 episódio                          |
| 1961      | Outlaws                                  | Jurado                          | 1 episódio                          |
| 1962      | Tales of Wells Fargo                     | Homem na cidade Barfly          | 2 episódios Não-creditado           |
| 1962      | Gunsmoke                                 | Prisioneiro                     | 1 episódio                          |